# Ratko Zjača
Ratko Zjača (* um 1970 in Zagreb) ist ein kroatischer Jazzmusiker (Gitarre, Komposition), der in den Niederlanden lebt.

## Wirken
Zjača studierte zunächst an der Universität Zagreb, um ab den frühen 1990er Jahren am Rotterdams Conservatorium in Jazzgitarre, Komposition und klassischer indischer Musik zu vertiefen. Nach dem Abschluss schrieb er sich an der New York University School of Music ein. Daneben besuchte er Workshops und Meisterkurse bei Jim Hall, Pat Metheny, Mike Stern, John Abercrombie und Mick Goodrick. Er begann, mit seiner eigenen Gruppe und mit der Gruppe von Benny Bailey zu arbeiten und tourte in Europa und Nordamerika. Mit Reggie Workman und Al Foster gründete er ein Trio. Es folgten zahlreiche Produktionen mit den Bassisten Miroslav Vitouš und John Patitucci, mit den Schlagzeugern Steve Gadd und Adam Nussbaum und mit Trompeter Randy Brecker. Er nahm an vielen internationalen Festivals teil. 
Mit dem Akkordeonisten Simone Zanchini bildete Zjača das ZZQuartet, mit dem er drei Alben vorlegte. Mit Stefano Bedetti, Organist Renato Chicco und Antonio Sanchez bzw. John Riley entstand das Quartett Nocturnal Four, mit dem bisher zwei Alben entstanden. 2011 legte er mit Now & Then ein Kompilationsalbum vor, das ihn in unterschiedlichen Besetzungen präsentiert. Sein Soloalbum Archtop Avenue erschien 2023. Weiterhin arbeitete er mit Musikern wie Gary Peacock, Jimmy Cobb, Alvin Queen, Ron Carter, Jeff Tain Watts, Kirk Lightsey, James Cammack, Anders Bergcrantz, Denise Jannah oder Marius Preda.

## Diskographische Hinweise
- Ratko Zjaca / Reggie Workman / Al Foster: A Day in Manhattan (Laika Records 2000)
- Ratko Zjača, John Patitucci, Steve Gadd, Stanislav Mitrovič & Randy Brecker: Continental Talk (In + Out Records 2008)
- Ratko Zjača & Simone Zanchini The Way We Talk (In + Out Records 2010, mit Martin Gjakonovski, Adam Nussbaum)
- Ratko Zjača & Simone Zanchini: Beyond the Lines (In + Out Records 2013, mit Martin Gjakonovski, Adam Nussbaum)
- Nocturnal Four: Life on Earth  (In + Out Records 2018)
- Nocturnal Four: Light in the World (In + Out Records 2019)
- ZZQuartet: Midnight in Europe (In + Out Records 2021)
- Archtop Avenue (In + Out Records 2023)